# کازو

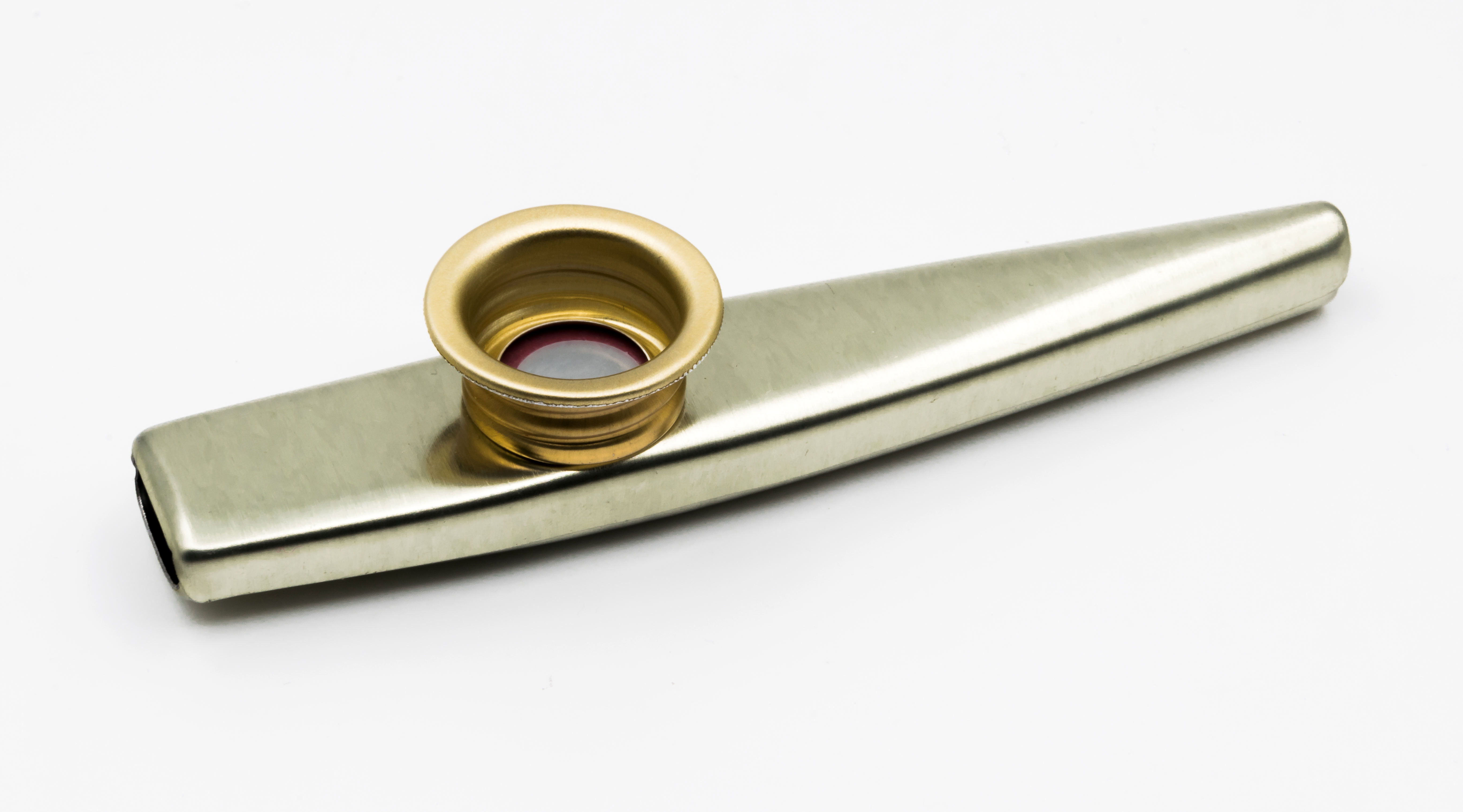
یک کازو فلزی

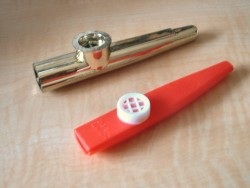
نمونه‌های دیگری از کازوها

کازو (انگلیسی: Kazoo) یک ساز موسیقی است که با لرزش یک غشا، به صدای نوازنده حالتی وزوزکننده می‌دهد. این ساز نوعی میرلیتون (که خود یک ممبرانوفون یا ساز غشایی است) محسوب می‌شود؛ میرلیتون‌ها دسته‌ای از سازها هستند که صدای نوازنده را با استفاده از یک غشاء لرزاننده، معمولاً از جنس روده حیوانات یا ماده‌ای با ویژگی‌های مشابه، تغییر می‌دهند. نسخه کوچکتری از کازو نیز وجود دارد که به آن هومه‌زو می‌گویند. برای نواختن کازو، نوازنده به جای دمیدن، در قسمت پهن‌تر و مسطح ساز زمزمه می‌کند. فشار هوای نوسان‌دار ناشی از این زمزمه، باعث لرزش غشاء کازو می‌شود و صدای حاصله با زیر و بم و بلندی زمزمه نوازنده تغییر می‌کند. نوازندگان می‌توانند با خواندن هجاهای خاصی مانند «دو»، «تو»، «هو» یا «ورررر» در کازو، صداهای متفاوتی تولید کنند.

## تاریخچه

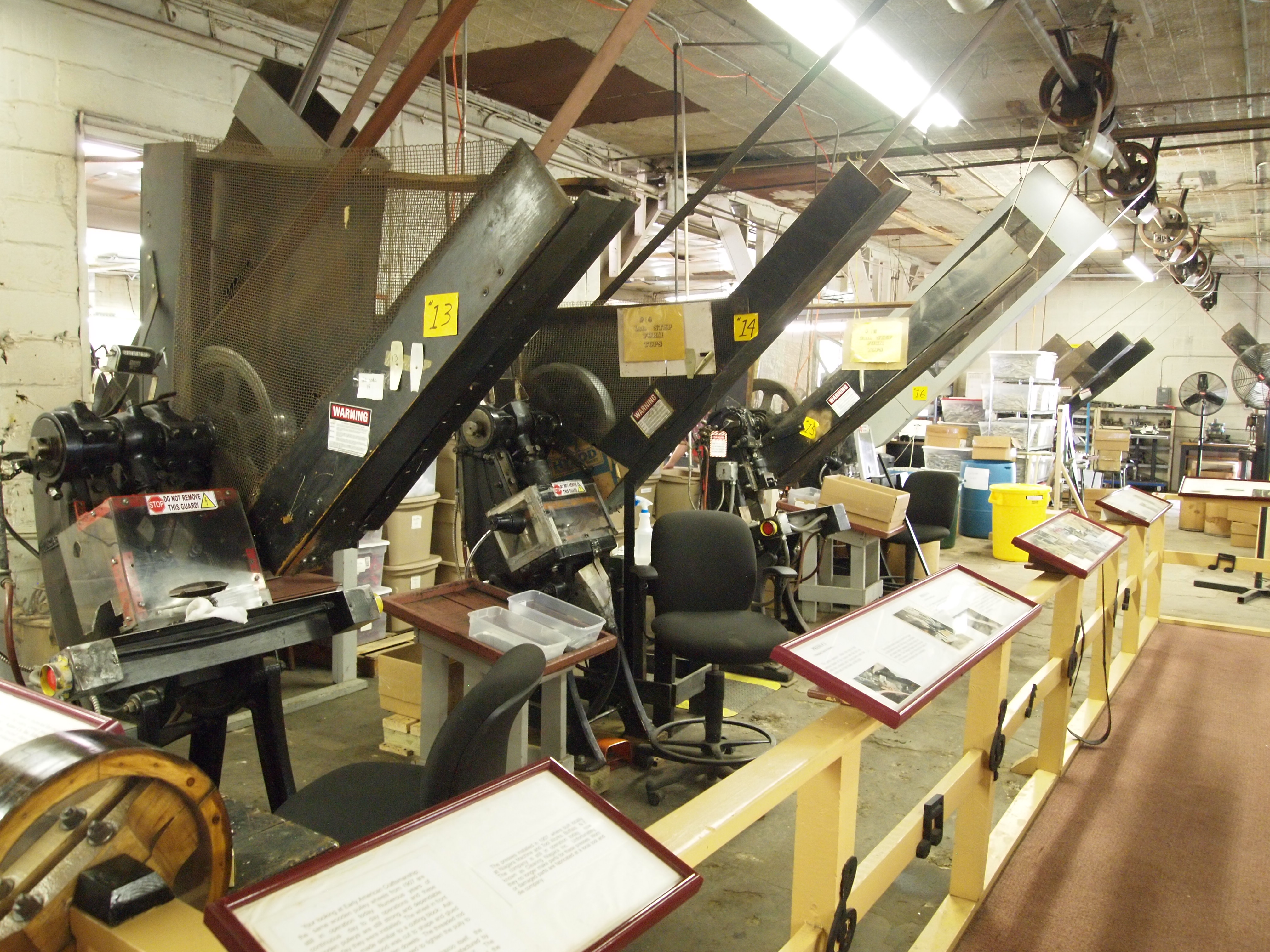
ماشین‌آلات در کارخانه و موزه کازو

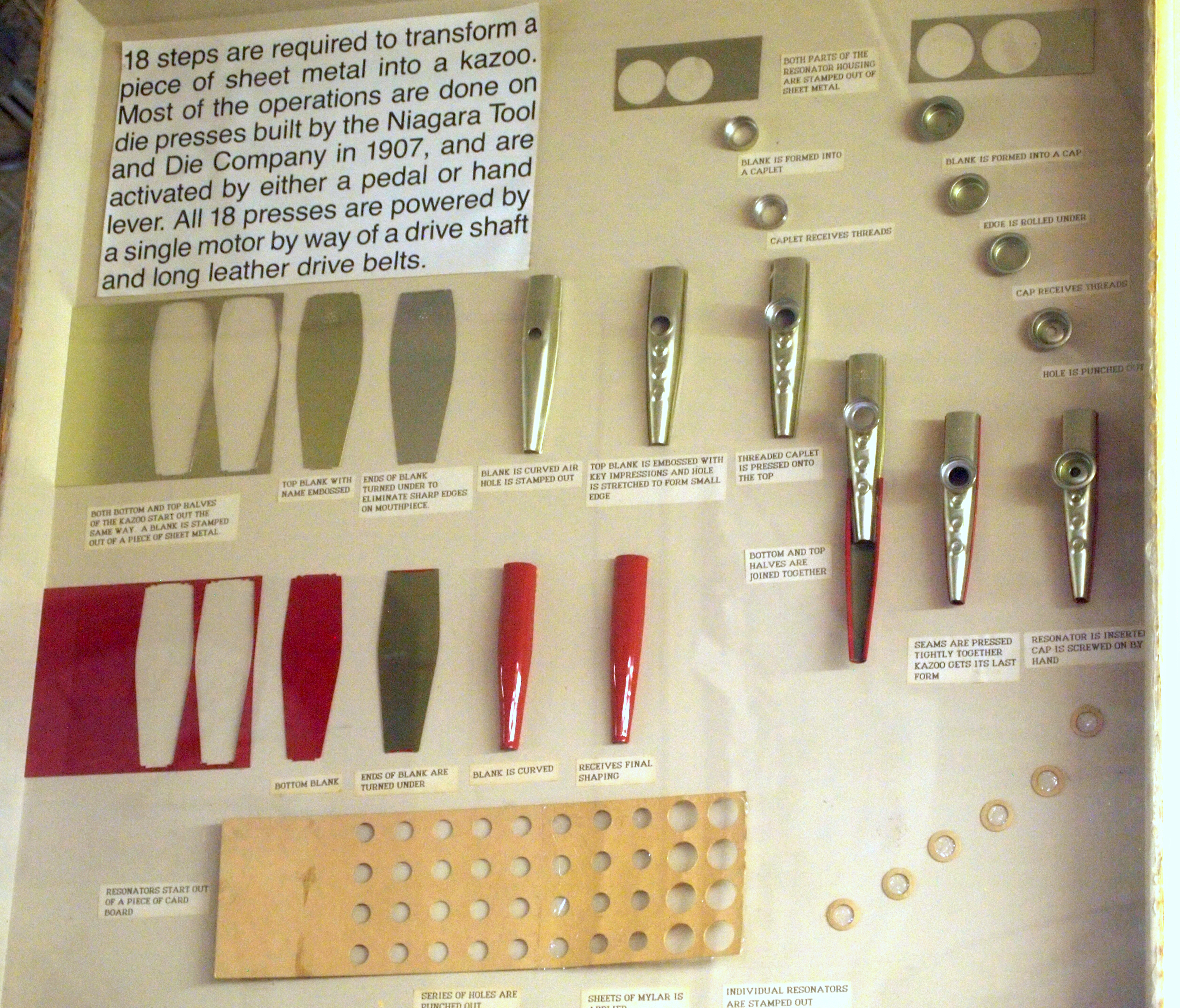
مراحل تولید کازو

سازهای غشایی ساده که با آواز خواندن نواخته می‌شوند، مانند فلوت پیاز، حداقل از قرن شانزدهم وجود داشته‌اند. ادعا می‌شود که آلاباما وست، یک آمریکایی آفریقایی‌تبار در میکن (جورجیا)، در حدود سال ۱۸۴۰ کازو را اختراع کرده است، هرچند هیچ سند و مدرکی برای تأیید این ادعا وجود ندارد. این داستان از گروه "Kaminsky International Kazoo Quartet"، یک گروه از نوازندگان طنز کازو، نشأت گرفته است که ممکن است صحت آن را زیر سؤال ببرد، همان‌طور که نام "آلاباما وست" نیز چنین است. در سال ۱۸۷۹، سایمون سِلِر پتنتی برای یک "شیپور اسباب‌بازی" دریافت کرد که بر اساس همان اصل کازو کار می‌کرد.

### توسعه و ثبت اختراعات
اولین ظهور مستند یک کازو توسط یک مخترع آمریکایی، وارن هربرت فراست، ایجاد شد که ساز موسیقی جدید خود را در پتنت شماره ۲۷۰٬۵۴۳ خود که در ۹ ژانویه ۱۸۸۳ صادر شد، کازو نامید. کازوی فراست شکل ساده و شبیه زیردریایی کازوهای مدرن را نداشت، اما از این نظر مشابه بود که سوراخ آن دایره‌ای و بالاتر از طول لوله قرار داشت. در سال ۱۸۹۷، میلان آگراوال یک ساز چوبی شبیه به کازو را به ثبت رساند، هرچند ناشناخته ماند و کاربرد کمی داشت. کازوی مدرن — و همچنین اولین کازو ساخته شده از فلز — توسط جورج دی. اسمیت از بوفالو (نیویورک)، در ۲۷ می ۱۹۰۲ به ثبت رسید.

### تولید انبوه و موزه‌های کازو
در سال ۱۹۱۶، شرکت Original American Kazoo Company در ادن، نیویورک شروع به تولید انبوه کازو در یک کارگاه و کارخانه دو اتاقه کرد، که از ده‌ها پرس جک برای برش، خم کردن و چین‌دار کردن ورقه‌های فلزی استفاده می‌کرد. این ماشین‌ها برای دهه‌ها مورد استفاده قرار گرفتند. تا سال ۱۹۹۴، این شرکت ۱٫۵ میلیون کازو در سال تولید می‌کرد و تنها تولیدکننده کازوهای فلزی در آمریکای شمالی بود. این کارخانه، تقریباً با پیکربندی اصلی خود، اکنون «کارخانه و موزه کازو» نامیده می‌شود. این مجموعه هنوز فعال است و برای بازدید عموم باز است. در سال ۲۰۱۰ نیز، موزه کازو در بووفرت (کارولینای جنوبی) افتتاح شد که نمایشگاه‌هایی دربارهٔ تاریخ کازو دارد.

## کازو در موسیقی

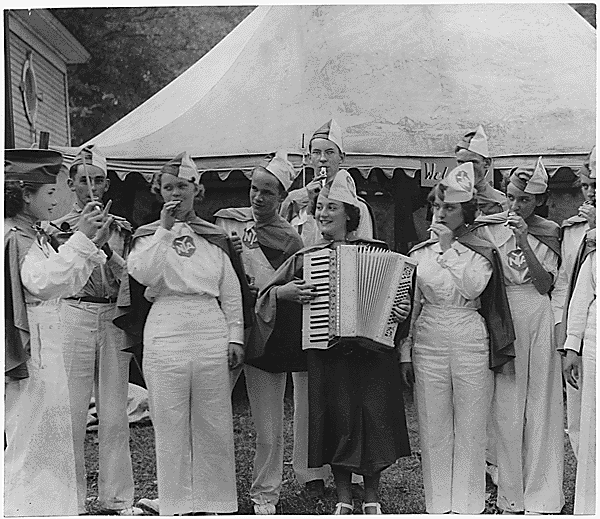
اداره ملی جوانان: اجرای «گروه ریتم» در ساندویچ (ایلینوی)، ۱۹۳۶

کازو به صورت حرفه‌ای در گروه‌های جاگ بند (Jug band) و موسیقی کمدی نواخته می‌شود و در بین علاقه‌مندان نیز بسیار محبوب است. این ساز یکی از معدود سازهای آکوستیک توسعه‌یافته در ایالات متحده و یکی از آسان‌ترین سازهای ملودیک برای نواختن است، که تنها به توانایی زمزمه کردن نت‌ها به صورت هم‌آهنگ نیاز دارد. در شمال شرقی انگلستان و ولز جنوبی، کازو نقش مهمی در گروه‌های جاز نوجوانان ایفا می‌کند. در طول کارناوال‌ها، نوازندگان از کازو در کارناوال کادیز در اسپانیا و در مورگاها در اروگوئه استفاده می‌کنند. در ضبط سال ۱۹۲۱ آهنگ "Crazy Blues" از گروه Original Dixieland Jass Band، آنچه که شنونده عادی ممکن است آن را یک تک‌نوازی ترومبون اشتباه بگیرد، در واقع یک تک‌نوازی کازو توسط درامر تونی اسباربارو است. رد مک‌کنزی در یک فیلم کوتاه از گروه Mound City Blue Blowers در سال ۱۹۲۹ کازو نواخت. این گروه در اوایل دهه ۱۹۲۰ چندین آهنگ موفق کازو داشتند که در آنها دیک اسلوین کازو فلزی و رد مک‌کنزی از شانه‌وکاغذ استفاده می‌کرد (البته مک‌کنزی کازو فلزی هم می‌نواخت). ووکافون، نوعی کازو با صدای شبیه ترومبون، گاهی در ارکستر پل وایتمن نیز استفاده می‌شد. جک فولتون، نوازنده ترومبون و خواننده، آن را در ضبط آهنگ "Vilia" (1931) و "Medley of Isham Jones Dance Hits" (1932) از وایتمن نواخت. گروه آوازی The Mills Brothers در ابتدا در وودویل به عنوان یک کوارتت کازو فعالیت می‌کردند و با هارمونی چهارصدایی کازو می‌نواختند و یکی از برادران با گیتار آنها را همراهی می‌کرد.

### کازو در موسیقی کلاسیک و برادوی
کازو در موسیقی کلاسیک اروپایی اروپایی نادر است. با این حال، در اثر دیوید بدفورد با عنوان "With 100 Kazoos" ظاهر می‌شود، جایی که به جای استفاده از نوازندگان حرفه‌ای، کازوها به تماشاگران داده می‌شوند تا یک گروه سازهای حرفه‌ای را همراهی کنند. لئونارد برنستاین نیز بخش‌هایی را برای گروه کازو در "First Introit (Rondo)" از مس خود گنجانده است. کازو در ضبط‌های سال ۱۹۹۰ کوچ انترتینمنت و ۲۰۰۷ انتشارات ناکسوس از اثر "Yale-Princeton Football Game" ساخته آهنگساز کلاسیک آمریکایی، چارلز آیوز، استفاده شده است، جایی که گروه کازو، تشویق جمعیت فوتبال را بازنمایی می‌کند. در این قسمت‌های کوتاه، گروه کازو با بالا و پایین رفتن صدای "تشویق" در مقیاس بالا و پایین می‌رود. در آهنگسازی فرانک لسر برای کمدی موزیکال تئاتر برادوی "How to Succeed in Business Without Really Trying" در سال ۱۹۶۱، چندین کازو افکت ریش‌تراش‌های برقی مورد استفاده در دستشویی اجرایی را در یک رقص تکراری از بالاد "I Believe in You" تولید می‌کنند.

### استفاده از کازو در موسیقی پاپ و راک
در سال ۱۹۶۱، آهنگ "So Long Baby" از دل شانون که در "Big Top Records" منتشر شد، در بخش اینسترومنتال خود یک کازو داشت. علاوه بر انتشار تک‌آهنگ، این قطعه در نسخه بریتانیایی آلبوم "Hats Off To Del Shannon" نیز گنجانده شد. تک‌آهنگ موفق "Johnny Get Angry" از جوانی سامرز در سال ۱۹۶۲، در بخش پل اینسترومنتال خود دارای یک گروه کازو بود، همان‌طور که آهنگ موفق "Little Diane" از دیون در همان سال و کاور "You're Sixteen" توسط رینگو استار در سال ۱۹۷۳ نیز این ویژگی را داشتند. ضبط سال ۱۹۶۲ جسی فولر از آهنگ "San Francisco Bay Blues" شامل یک تک‌نوازی کازو است، همان‌طور که ضبط سال ۱۹۹۲ اریک کلپتون از این آهنگ در برنامه تلویزیونی و آلبوم "Unplugged" MTV نیز این ویژگی را دارد. در آهنگ "Alligator" از آلبوم "Anthem of the Sun" از گروه Grateful Dead، سه نفر از اعضای گروه به‌طور همزمان کازو می‌نوازند. بسیاری از اجراهای پائولو کونته نیز شامل قطعات کازو می‌شوند. اجراهای کوتاه کازو در بسیاری از ضبط‌های مدرن ظاهر می‌شوند، معمولاً برای جلوه‌های کمدی. به عنوان مثال، در اولین آلبوم خود، فریک اوت!، فرانک زاپا از کازو برای افزودن حس کمیک به برخی از آهنگ‌ها استفاده کرد — از جمله یکی از شناخته‌شده‌ترین آنها، "Hungry Freaks, Daddy". در آهنگ ترافیک سراسری شهر (ترانه) از آلبوم بانوکده الکتریکی، جیمی هندریکس از یک ساز شانه و کاغذ برای همراهی گیتار و تأکید بر صدای یک بلندگوی سوخته استفاده کرد. آهنگ "Lovely Rita" از آلبوم گروه کلوپ بی‌کسان گروهبان فلفل از گروه بیتلز، از سازهای شانه و کاغذ استفاده می‌کند. نواختن کازو، صدای یک گروه برنجی نظامی را در آهنگ سرجوخه کلگ از گروه پینک فلوید به سخره گرفت. در ضبط آهنگ "When I'm Dead and Gone" از گروه McGuinness Flint، بنی گالاگر و گراهام لایل در بخش اینسترومنتال به صورت هارمونی کازو می‌نوازند. قطعه زنده "I'm A Nut" از گروه The New Seekers، شامل یک تک‌نوازی کازو توسط خواننده ایو گراهام است. خواننده-ترانه‌سرای بریتانیایی ری دورست، رهبر گروه پاپ-بلوز Mungo Jerry، در بسیاری از ضبط‌های گروه خود کازو نواخته است، همان‌طور که عضو سابق پل کینگ نیز این کار را کرده است.

### کازو در رسانه‌ها
یکی از شناخته‌شده‌ترین نوازندگان کازو در دوران اخیر، باربارا استوارت (۲۰۱۱–۱۹۴۱) است. استوارت، که یک خواننده با تحصیلات کلاسیک بود، کتابی دربارهٔ کازو نوشت، گروه "Kazoophony" را تشکیل داد، در کارنگی هال و در برنامه تلویزیونی آخر شب با کونان اوبراین کازو نواخت. موسیقی متن فیلم فرار مرغی که در سال ۲۰۰۰ منتشر شد و توسط جان پاول و هری گرگسون-ویلیامز ساخته شده، در چندین قطعه خود از کازو استفاده می‌کند. بازی ویدیویی "Yoshi's New Island" که در سال ۲۰۱۴ منتشر شد، در چندین قطعه از موسیقی متن خود از کازوهای سنتز شده استفاده کرده است. گروه پولکای اوکراینی Los Colorados کاوری از آهنگ "Du Hast" از گروه رامشتاین را منتشر کرد که شامل یک کازو است. در نوامبر ۲۰۱۰، ساندرا بوینتون یک اجرای کامل ۳۰۰ نفره کازو به همراه ارکستر از بولرو اثر موریس راول را با عنوان "Boléro Completely Unraveled" تولید و منتشر کرد که توسط "Highly Irritating Orchestra" اجرا شد. بوینتون در این ضبط به صورت تک‌نوازی کازو نواخت و اشاره کرد: "من در سطح بی‌کفایتی موسیقایی عالی برای این کار هستم."